# Stadio De Meer
Lo Stadio De Meer (in olandese Stadion De Meer) fu un impianto sportivo olandese di Amsterdam dedito principalmente al calcio.
Fondato nel 1934, fu per tutti i suoi sessantadue anni di vita la sede degli incontri interni dell'Ajax.
Inaugurato il 9 dicembre 1934 con la gara tra padroni di casa e lo Stade Français, vinta dai Lancieri 5-1, l'impianto aveva una capienza di 22.000 posti, poi incrementata a 29.500 ma successivamente, per via delle norme di sicurezza, scesa a 19.000. A causa della capienza l'Ajax fu costretto a disputare le gare europee all'Olympisch Stadion.
Ha ospitato cinque partite della nazionale olandese: la prima si disputò il 22 agosto 1973 tra Paesi Bassi e Islanda, valida per le qualificazioni al Campionato mondiale di calcio 1974 e vinta dagli olandesi 5-0, mentre l'ultima fu un'amichevole disputata il 25 marzo 1992 contro la Jugoslavia, vinta dai padroni di casa per 2-0.
L'ultimo incontro nello stadio si disputò il 28 aprile 1996: si trattò di Ajax-Willem II, match della 33ª giornata dell'Eredivisie 1995-1996. La gara terminò 5-1 per l'Ajax, che si aggiudicò con una giornata d'anticipo il suo 26º titolo, il terzo consecutivo e l'ultimo della gestione van Gaal.
Dalla stagione successiva i lancieri si trasferirono all'Amsterdam ArenA e iniziarono i lavori di demolizione dell'impianto, conclusi nel 1998.
Nella zona sono stati costruiti dei ponti intitolati agli ex calciatori dell'Ajax degli anni'70 (Johan Cruijff, Sjaak Swart, Gerrie Mühren, Ruud Krol, Johan Neeskens, Barry Hulshoff, Arie Haan, Wim Suurbier, Piet Keizer, Horst Blankenburg, Velibor Vasović e Heinz Stuy), mentre sei strade sono state intitolate agli stadi in cui il club disputò alcune partite internazionali (Anfield, Bernabéu, Stadio delle Alpi, Prater, Colombes e Wembley); questa soluzione è stata scelta per rendere omaggio alle vecchie glorie dell'Ajax, che vivono ancora ad Amsterdam.